# José Rodrigues Miguéis
Pour les articles homonymes, voir José Rodrigues (homonymie) et Rodrigues (homonymie).
José Claudino Rodrigues Miguéis (Lisbonne, 9 décembre 1901 - New York, 27 octobre 1980), est un écrivain portugais (romans, contes, nouvelles, pièce de théâtre), qui fut également militant politique, polémiste, pédagogue, avocat, journaliste, dessinateur et traducteur.

## Biographie
José Rodrigues Miguéis est né à Lisbonne dans le quartier de l'Alfama, d’une mère portugaise et d’un père galicien.
Dans les très agitées années 1920 du Portugal républicain, il est l'un des animateurs du groupe politique et de la revue homonyme Seara Nova, aux côtés, entre autres, de personnalités comme Jaime Cortesão, António Sérgio, Aquilino Ribeiro, José Gomes Ferreira, Irene Lisboa ou encore Raúl Proença.
Pendant cette période, il collabore également à différents journaux (Seara Nova, O Diabo, Diário Popular, Diário de Lisboa, República, O Sol, Alma Nova, O Século, Diário de Notícias), se forme en droit (1924), enseigne l'histoire et la géographie en lycée puis séjourne à Bruxelles durant trois ans pour se diplômer en pédagogie et en psychologie (1933). En Belgique, il rencontre Pecia Cogan Portnoi, éducatrice russe, qu'il épouse en 1932.
En 1933, l'année où le Portugal bascule vers le fascisme, il dirige, avec Bento de Jesus Caraça, l'hebdomadaire O Globo qui sera interdit par la censure au 3e numéro.
En 1935, il s'exile aux États-Unis et fonde le Clube Operário Português. En 1940, il épouse Camila Pitta Campanella à New York puis devient citoyen américain en 1942. Peu après la Seconde Guerre mondiale et une grave maladie dont il réchappe de justesse, il se consacre totalement à l'écriture et abandonne toute activité militante. Il résidera à New York jusqu'à sa mort, avec quelques séjours intermittents au Portugal ne dépassant jamais deux ans.
En 1961, il est élu Membre de l'Hispanic Society of America, en 1976, Membre Correspondant de l'Académie des Sciences de Lisbonne, et, en 1979, Grand Officier de l'Ordem Militar de Santiago da Espada. Un an après sa mort (1981), le Département d'études portugaises et brésiliennes de l'Université Brown de New York, qui possède ses manuscrits en dépôt, a organisé la première rencontre internationale autour de son œuvre. La deuxième a eu lieu en 2001 à Lisbonne à l'occasion de la célébration du centenaire de sa naissance. À cette occasion, avec la participation de personnalités comme Mário Soares ou José Saramago, la reconnaissance institutionnelle qu'il avait toujours réclamée de son vivant lui a été accordée.

## Son œuvre
Il publie son premier livre en 1932 (Páscoa feliz) pour lequel il reçoit le Prix de la Casa de Imprensa, et, sans cesser d’écrire dans des périodiques (portugais et américains), il ne publiera son deuxième qu’en 1946 au Brésil (Onde a noite se acaba). En 1958, durant un séjour au Portugal, il publie Léah e outras histórias pour lequel il reçoit le plus grand prix littéraire portugais (Prix Camilo Castelo Branco, 1959).
Écrivain expatrié, il a néanmoins toujours écrit en portugais. Il est peut-être le pionnier du néo-réalisme au Portugal (« O Acidente », 1935) et a sûrement été influencé par la revue Presença. Selon les critiques Óscar Lopes et António José Saraiva, il est le meilleur représentant portugais de ce que l’on pourrait appeler le « réalisme éthique ». Par l'originalité et la diversité de ses œuvres, il ne peut cependant pas être rangé dans une école littéraire particulière.
Durant sa longue carrière littéraire, on l’a dit influencé par Dostoïevski ou encore Honoré de Balzac. Écrivain de la vérité, il use souvent de l’ironie plus ou moins tendre et est adepte d’un réalisme parfois polémique. Profondément pédagogue, il croit aux vertus de l’analyse psychologique comme projection des ombres de l’esprit humain et par conséquent comme moyen d'élever à la conscience. Pour lui, l’art doit atteindre la raison à travers les sentiments. Plusieurs de ses romans (O milagre segundo Salomé, O pão não cai do céu), trop « politiques », devront attendre la Révolution des œillets (1974) pour être publiés. D’autres resteront inachevés (Filhos de Lisboa) ou non publiés en livre de son vivant (Idealista no mundo real).
Aujourd’hui, ses deux livres les plus vendus au Portugal (et donc plus les réédités) sont Léah e outras histórias (avec l'une des plus belles histoires d’amour de la littérature portugaise, « Léah ») et A escola do paraíso (roman d’apprentissage à caractère autobiographique se déroulant dans la Lisbonne du début du XXe siècle). Certaines de ses œuvres ont été traduites en anglais, italien, allemand, russe, tchèque et polonais. En français, il n’y a eu, jusqu’à aujourd’hui, qu’une seule traduction (Léah et une autre histoire) en Belgique.
Miguéis a également traduit (vers le portugais) Stendhal, Carson McCullers, Katherine Anne Porter, Erskine Caldwell et Francis Scott Fitzgerald.

## Livres publiés
- Páscoa feliz (Nouvelle), 1932
- Casa de ricos (Conte), 1937
- Onde a noite se acaba (Contes et nouvelles), 1946
- Saudades para Dona Genciana (Conte), 1956
- O Natal do clandestino (Conte), 1957
- Uma aventura inquietante (Roman), 1958
- Léah e outras histórias (Contes et nouvelles), 1958
- Um homem sorri à morte com meia cara (Récit autobiographique), 1959
- A escola do paraíso (Roman d'apprentissage), 1960
- O passageiro do Expresso (Théâtre), 1960
- Gente da terceira classe (Contes et nouvelles), 1962
- É proibido apontar. Reflexões de um burguês - I (Chroniques), 1964
- Nikalai! Nikalai! (Roman), 1971
- O espelho poliédrico (Chroniques), 1972
- Comércio com o inimigo (Contes et nouvelles), 1973
- A inauguração (Conte), 1973
- As harmonias do "Canelão". Reflexões de um burguês - II (Chroniques), 1974
- O milagre segundo Salomé, 2 vols. (Roman), 1975
- O pão não cai do céu (Roman), 1981
- Contos de José Rodrigues Miguéis (Contes et nouvelles), 1981
- Pass(ç)os confusos (Contes et nouvelles), 1982
- Arroz do céu (Conte), 1983
- Uma flor na campa de Raul Proença (Essai), 1985
- Idealista no mundo real (Roman), 1991
- O Anel de Contrabando (Conte), 1995
- Léah (Nouvelle), 1995
- Aforismos & desaforismos de Aparício (Aphorismes et réflexions), 1996